# Lile piquitinga
Lile piquitinga är en fiskart som först beskrevs av Schreiner och Miranda Ribeiro, 1903.  Lile piquitinga ingår i släktet Lile och familjen sillfiskar. IUCN kategoriserar arten globalt som livskraftig. Inga underarter finns listade i Catalogue of Life.